# Hans Jacob Rietmann
Hans Jacob Rietmann (* 5. Juni 1677 in St. Gallen; † 22. Juni 1756 ebenda) war ein Bürgermeister von St. Gallen (Schweiz).

## Leben
Hans Jacob Rietmann war der Sohn des Jacob Rietmann (* 1633 in St. Gallen; † 1708 ebenda), Vogt, und dessen Ehefrau Dorothea Leu (* 1638; † unbekannt) aus Bischofszell.
Er war als Weiss- und Rohzuschauer (Qualitätskontrolleur) Mitglied der Weberzunft und wurde 1720 als Elfer gewählt. Von 1721 bis 1725 war er Zunftmeister und von 1725 bis 1729 Unterbürgermeister.
1729 bis 1740 übte er in einem Dreijahresturnus die Ämter des Amtsbürgermeisters, Altbürgermeisters und Reichsvogtes im Wechsel mit David Stähelin (1673–1750) und Christoph Hochreutiner (1662–1742) aus; anschliessend übte er bis 1752 im gleichen Turnus die Ämter im Wechsel mit Friedrich Girtanner (1674–1753) und Kaspar von Fels (1668–1752) aus und bis 1755 mit Johannes Vonwill und Caspar Bernet.
Hans Jacob Rietmann war seit 1701 in erster Ehe mit Katharina Ronner (* unbekannt; † 1721 in St. Gallen) aus Teufen verheiratet; namentlich bekannt sind die Söhne:
- Jacob Rietmann (* 7. Mai 1702; † 20. Mai 1782), Hauptmann im Quartier St. Jacob, verheiratet in erster Ehe mit Maria Scheitlin (* 1701; † 1754) und in zweiter Ehe mit Anna Barbara Hochreutiner (* 1700; † 1781)
- Pankraz Rietmann (* 24. Juni 1706 in St. Gallen; † 25. Juni 1775 ebenda), übernahm 1767 von seinem Bruder den Hauptmann-Dienstposten, verheiratet in erster Ehe mit Euphrosina (* 1712 in St. Gallen; † 1768 ebenda), einer Tochter des Anton Scheitlin (1682–1745), und in zweiter Ehe mit Maria Scheiwiler (* 1712; † 1771), der Witwe von Hans Wild.

In zweiter Ehe war er mit Weibratha (* 5. Januar 1664; † 10. Februar 1738), Tochter des Ulrich Weyermann, Bürgermeister, und in dritter Ehe mit Elsbetha (* 1678; † 1754), Tochter des Hans Georg Zollikofer, Apotheker, verheiratet.